# سس نخ‌طلایی
سس نخ‌طلایی (نام علمی: Cuscuta pacifica) نام یک گونه از سرده گیاه سس است.